# Кёнигсмарк
Кёнигсмарк (нем. Königsmark) — община в Германии, в земле Саксония-Анхальт.
Входит в состав района Штендаль. Подчиняется управлению Остербург. Население составляет 516 человек (на 31 декабря 2006 года). Занимает площадь 34,21 км².